# Joseph Lanier Williams
Joseph Lanier Williams (* 23. Oktober 1810 bei Knoxville, Tennessee; † 14. Dezember 1865 ebenda) war ein US-amerikanischer Politiker. Zwischen 1837 und 1843 vertrat er den Bundesstaat Tennessee im US-Repräsentantenhaus.

## Werdegang
Joseph Williams war der Sohn von US-Senator John Williams (1778–1837). Er besuchte die öffentlichen Schulen seiner Heimat und studierte danach an der University of East Tennessee und an der US-Militärakademie in West Point. Nach einem anschließenden Jurastudium und seiner Zulassung als Rechtsanwalt begann er in Knoxville in seinem neuen Beruf zu  arbeiten.
Politisch war Williams Mitglied der Whig Party. Bei den Kongresswahlen des Jahres 1836 wurde er im dritten Wahlbezirk von Tennessee in das US-Repräsentantenhaus in Washington, D.C. gewählt, wo er am 4. März 1837 die Nachfolge von Luke Lea antrat. Nach zwei Wiederwahlen konnte er bis zum 3. März 1843 drei Legislaturperioden im Kongress absolvieren. Diese waren seit 1841 von den Streitereien seiner Partei mit dem neuen Präsidenten John Tyler geprägt. Außerdem wurde damals bereits über eine mögliche Annexion der seit 1836 von Mexiko unabhängigen Republik Texas diskutiert.
1842 wurde Williams von seiner Partei nicht mehr zur Wiederwahl nominiert. In den folgenden Jahren praktizierte er als Anwalt in der Bundeshauptstadt Washington. Während des Bürgerkrieges wurde er von Präsident Abraham Lincoln zum Richter im Dakota-Territorium ernannt. Joseph Williams starb am 14. Dezember 1865 in Knoxville.